# Dottore commercialista in Italia
Il dottore commercialista in Italia è una persona che svolge la libera professione, regolata dalla legge. Coloro che la esercitano devono essere iscritti all'Ordine dei Dottori Commercialisti e degli Esperti Contabili.

## Storia
Gli studi economico-aziendali non hanno avuto in Italia un riconoscimento a livello universitario fino al 1868, quando viene fondata la Scuola superiore di Commercio di Venezia. Altri istituti che offrivano un corso di studi nella materia furono la Scuola superiore d'applicazione di studi commerciali di Genova, istituita nel 1884, e la Scuola superiore di commercio di Bari, creata nel 1886. Nel 1913 la Camera di commercio di Milano incluse nell'elenco dei curatori fallimentari autorizzati dei laureati dell'Università Bocconi. Il Collegio dei ragionieri di Milano pretese il rispetto anche da parte dei laureati delle regole sul praticantato stabilite nel 1906 per i ragionieri liberi professionisti, ma alcuni ragionieri inoltrarono quindi un ricorso al Consiglio di Stato invocando la violazione dell'articolo 24 dello Statuto Albertino. Nel 1913 il Consiglio di Stato decise la questione stabilendo che “gli studi posteriori e superiori cui si assoggettavano i laureati in scienze economiche e commerciali erano equiparabili a due anni di praticantato”.
L'attività venne poi regolamentata dal R.D. 28 marzo 1929 n. 588. Tale testo, all'articolo 1, elevò a laurea il titolo rilasciato dagli Istituti superiori in scienze economiche e commerciali, stabilendo che ai relativi laureati, ad eccezione di quelli della sezione Magistero per le lingue estere, spettasse il titolo di «Dottore in economia e commercio». Tale titolo spettava anche ai laureati delle facoltà e scuole di scienze economiche, politiche e sociali delle università, ma solo se iscritti all'albo istituito dall'articolo 5, che introduceva, presso i tribunali, l'albo degli esercenti la professione in materia di economia e commercio. Agli effetti dell'iscrizione all'albo era equiparato il diploma rilasciato dalla Regia scuola superiore di commercio di Venezia nella sezione magistrale di Computisteria e ragioneria o in quella di Economia e diritto.
Nel 1953 vennero emanati nuovi ordinamenti professionali che riprodussero la precedente situazione: due professioni distinte, una per i laureati in Economia e commercio e l'altra per i diplomati degli istituti tecnici commerciali, con identiche competenze: il D.P.R. 27 ottobre 1953, n. 1067, per i primi, che da esercenti in materia di economia e commercio vennero ribattezzati dottori commercialisti, e il D.P.R. 27 ottobre 1953, n. 1068, per i secondi. Il d.lgs 28 giugno 2005, n. 139, ha stabilito che dal 1º gennaio 2008 è stato istituito l'albo unico degli iscritti all'albo dei dottori commercialisti o in quello dei ragionieri e periti commerciali. Gli iscritti al soppresso ordine dei ragionieri commercialisti sono stati ammessi al nuovo ordine fino ad esaurimento; tuttavia la sentenza della Suprema Corte di Cassazione, III sezione civile, n. 4796 del 26 febbraio 2013 ha stabilito l'unione dei due albi non elimina le differenze tra le due figure.

## Disciplina normativa generale
Il dottore commercialista deve essere in possesso di diploma di laurea magistrale, attualmente necessariamente afferente alla classe LM-56 (Scienze dell'economia) o alla classe LM-77 (Economia aziendale), rilasciato da una università in Italia. Deve inoltre svolgere un periodo di tirocinio di 18 mesi, presso lo studio di un altro commercialista (dottore o ragioniere), detto dominus, e sostenere un esame per ottenere l'abilitazione; per l'esercizio della libera professione è necessario essere iscritto all'Ordine dei Dottori Commercialisti e degli Esperti Contabili, che consente l'attività in tutto il territorio dello Stato.

La professione di dottore commercialista, come quella di ragioniere commercialista e quella di esperto contabile, non va confusa con la professione di revisore legale (detto anche revisore dei conti o revisore contabile, o semplicemente revisore).
Il tirocinio, se compiuto presso un dottore commercialista che sia revisore dei conti, è valido anche agli effetti di quanto disposto dalla direttiva 84/253/CEE del Consiglio del 10 aprile 1984. L'esame di abilitazione all'esercizio della professione di dottore commercialista, integrato con le materie di cui all'articolo 6 della suddetta direttiva, è sostitutivo di quello previsto dalla direttiva medesima. Le modalità di svolgimento del tirocinio professionale di cui ai commi terzo e quarto sono determinate dal Ministro di grazia e giustizia con proprio decreto, emanato di concerto con il Ministro del lavoro e della previdenza sociale, sentito il Consiglio nazionale dei dottori commercialisti. L'autorità giudiziaria italiana e la pubblica amministrazione italiana debbono affidare normalmente gli incarichi relativi alle attività di cui sopra a persone iscritte nell'Ordine dei Dottori Commercialisti e degli Esperti Contabili, salvo che si tratti di incarichi che per legge rientrino nella competenza degli avvocati o che l'amministrazione pubblica conferisce per legge ai propri dipendenti.
La vigilanza sulla professione spetta, oltre che al succitato Ordine, al Ministro della giustizia, che la esercita sia direttamente sia per mezzo dei presidenti e dei procuratori generali di Corte di appello. L'albo dei Dottori Commercialisti e degli Esperti Contabili oggi in uso raggruppa il vecchio Collegio dei Ragionieri ed il vecchio Ordine dei Dottori Commercialisti. Il titolo professionale di dottore commercialista spetta a coloro che superano l'esame di Stato (3 prove scritte e 1 prova orale) necessario per l'esercizio della professione. Prima di poter sostenere l'esame di Stato è condizione necessaria ottenere una laurea magistrale in Economia (classi LM-56 Scienze dell'Economia o LM-77 Scienze Economiche ed Aziendali, vecchio ordinamento 64/S o 84/S) ed aver intrapreso un periodo di praticantato di almeno 18 mesi presso un professionista già abilitato; il praticantato non può iniziare prima di aver ottenuto almeno una laurea triennale in Economia (classi L-18 Scienze dell'Economia e della Gestione Aziendale o L-33 Scienze Economiche, vecchio ordinamento classi 17 o 28).

## Oggetto della professione
Ai dottori commercialisti è riconosciuta competenza tecnica nelle materie commerciali, economiche, finanziarie, tributarie e di ragioneria. In particolare formano oggetto della professione le seguenti attività:
- l'amministrazione e la liquidazione di aziende, di patrimoni e di singoli beni;
- le perizie e le consulenze tecniche;
- le ispezioni e le revisioni amministrative;
- la verificazione e ogni altra indagine in merito alla attendibilità di bilanci, di conti, di scritture e di ogni altro documento contabile delle imprese ed enti pubblici e privati;
- i regolamenti e le liquidazioni di avarie;
- le funzioni di sindaco e di revisore nelle società commerciali, enti non commerciali ed enti pubblici.
- difesa tributaria del contribuente, in sede di processo tributario, innanzi alla commissione tributaria.

Se l'incarico viene affidato a persone diverse, nel provvedimento di nomina debbono essere espressi i particolari motivi di scelta. La competenza nelle suindicate materie non pregiudica l'esercizio di ogni altra attività professionale dei dottori commercialisti, né quanto può formare oggetto dell'attività professionale di altre categorie di professionisti a norma di leggi e regolamenti. Tra le attività vi sono anche le consulenze fiscali e alla redazione e inoltro per via telematica dei relativi moduli e comunicazioni all'Agenzia delle entrate.

## Il segreto professionale
I dottori commercialisti hanno l'obbligo del segreto professionale. Nei loro confronti si applicano gli articoli 351 e 342 del codice di procedura penale e 249 del codice di procedura civile, salvo per quanto concerne le attività di revisione e certificazione obbligatorie di contabilità e di bilanci e quelle relative alle funzioni di sindaco o revisore di società od enti, nonché per quanto previsto dalle norme vigenti in materia di contrasto al riciclaggio di denaro.

## Incompatibilità
Il dlgs. 28 giugno 2005, n. 139 stabilisce che l'esercizio della professione di dottore commercialista ed esperto contabile è incompatibile con l'esercizio, anche non prevalente, né abituale con:
- la professione di notaio;
- la professione di giornalista professionista;
- l'attività di impresa, in nome proprio o altrui e, per proprio conto, di produzione di beni o servizi, intermediaria nella circolazione di beni o servizi, tra cui ogni tipologia di mediatore, di trasporto o spedizione, bancarie, assicurative o agricole, ovvero ausiliarie delle precedenti;
- dell'attività di appaltatore di servizio pubblico, concessionario della riscossione dei tributi;
- dell'attività di promotore finanziario.

L'incompatibilità è esclusa qualora l'attività, svolta per conto proprio, è diretta alla gestione patrimoniale, ad attività di mero godimento o conservative, nonché in presenza di società di servizi strumentali o ausiliari all'esercizio della professione, ovvero qualora il professionista riveste la carica di amministratore sulla base di uno specifico incarico professionale e per il perseguimento dell'interesse di colui che conferisce l'incarico. L'iscrizione nell'Albo non è consentita a tutti i soggetti ai quali, secondo gli ordinamenti loro applicabili, è vietato l'esercizio della libera professione. Il Consiglio Nazionale dell'ordine ha emanato delle note interpretative per specificare i più ricorrenti casi di incompatibilità. Tale disciplina operando nei confronti del professionista una restrizione della generale libertà di iniziativa economica costituzionalmente garantita, è soggetta ai principi di legalità e tassatività e quindi lo svolgimento delle attività economiche dovrà essere soggetto solo ad una normativa di ordine primario non interpretabile. In tale senso la norma di cui all'art. 4 sopracitata dovrà ritenersi di stretta interpretazione, non ammettendosi, in alcun caso, interventi interpretativi che, in via analogica o estensiva, ne amplino l'ambito di applicazione.